# Victor d'Arcy
Victor Henry Augustus d'Arcy (Londres, 30 de junho de 1887 — Capetown, 12 de março de 1961) foi um atleta e velocista britânico. Em Estocolmo 1912, conquistou a medalha de ouro olímpica no revezamento 4x100 m junto com os compatriotas  David Jacobs, Henry Macintosh e William Applegarth.